# 布拉姆舍河
52°9′59″N 8°40′18″E / 52.16639°N 8.67167°E
布拉姆舍河（德語：Bramschebach），是德國的河流，位於該國西部，流經北萊茵-威斯特法倫州，屬於韋勒河的右支流，河道全長5.9公里，流域面積13.3平方公里。